# Адемар IV (виконт Лиможа)
Адемар IV (фр. Adhémar IV; Adémar IV) — виконт Лиможа в 1139—1148. Основатель династии Комборн.
Родился ок. 1110 года. Сын Аршамбо V Бородатого, виконта де Комборн (1075—1137), и Бруниссенды, дочери Адемара III де Лимож.
В 1139 году Адемар IV и его старший брат Ги IV унаследовали Лимож после смерти деда, единственный сын которого Ги III умер ещё при жизни отца.
На виконтство были и другие претенденты, утверждавшие, что Лимож передаётся только по мужской линии. Однако в 1141 году французский король Людовик VII Молодой (в качестве герцога Аквитании) утвердил Адемара IV и Ги IV в их правах с условием ежегодной выплаты 2 тысяч серебряных марок.
Оба брата выгодно женились: Ги IV ок. 1130 года вступил в брак с Маркизой, дочерью Роже II де Монтгомери, Адемар IV (ок. 1134) — с Маргаритой, дочерью виконта Раймона I де Тюренн.
Лиможем они управляли сообща: об этом свидетельствуют подписи обоих на сохранившихся документах.
В 1147 году Ги IV отправился в Крестовый поход и погиб в Антиохии. Детей у него не было, и после его смерти Адемар IV стал единоличным правителем Лиможа. Однако вскоре он умер — в 1148 году. Похоронен в лиможской церкви Сен-Мартиаль.
Ему наследовал сын Адемар Бозон V (1135—1187). Также у него была дочь Мария (муж — Эбль III де Вантадур).
Вдова Адемара IV Маргарита де Тюренн (ум. 1173) ещё дважды вступала в брак: 2-й муж — Эбль II де Вантадур (1149, развод в 1151 из-за родства), 3-й муж Гильом VI, граф Ангулема.